# Ishida Yoshio
Pour les articles homonymes, voir Ishida.
 (septembre 2014).
Si vous disposez d'ouvrages ou d'articles de référence ou si vous connaissez des sites web de qualité traitant du thème abordé ici, merci de compléter l'article en donnant les références utiles à sa vérifiabilité et en les liant à la section « Notes et références ».
Ishida Yoshio (石田 芳夫), né le 15 août 1948 est un joueur de go professionnel.

## Titres
| Titre                   | Années           |
| ----------------------- | ---------------- |
| Titres nationaux        | 20               |
| Meijin                  | 1974             |
| Honinbo                 | 1971 - 1975      |
| Tengen                  | 1984             |
| Oza                     | 1974, 1978       |
| Coupe NEC               | 1987             |
| Coupe NHK               | 1987, 1990, 2001 |
| Nihon-Kiin Championship | 1970, 1971       |
| Hayago Championship     | 1979, 1982, 1983 |
| Shin-Ei                 | 1969             |
| Coupe IBM               | 1988             |